# Морський кадетський корпус

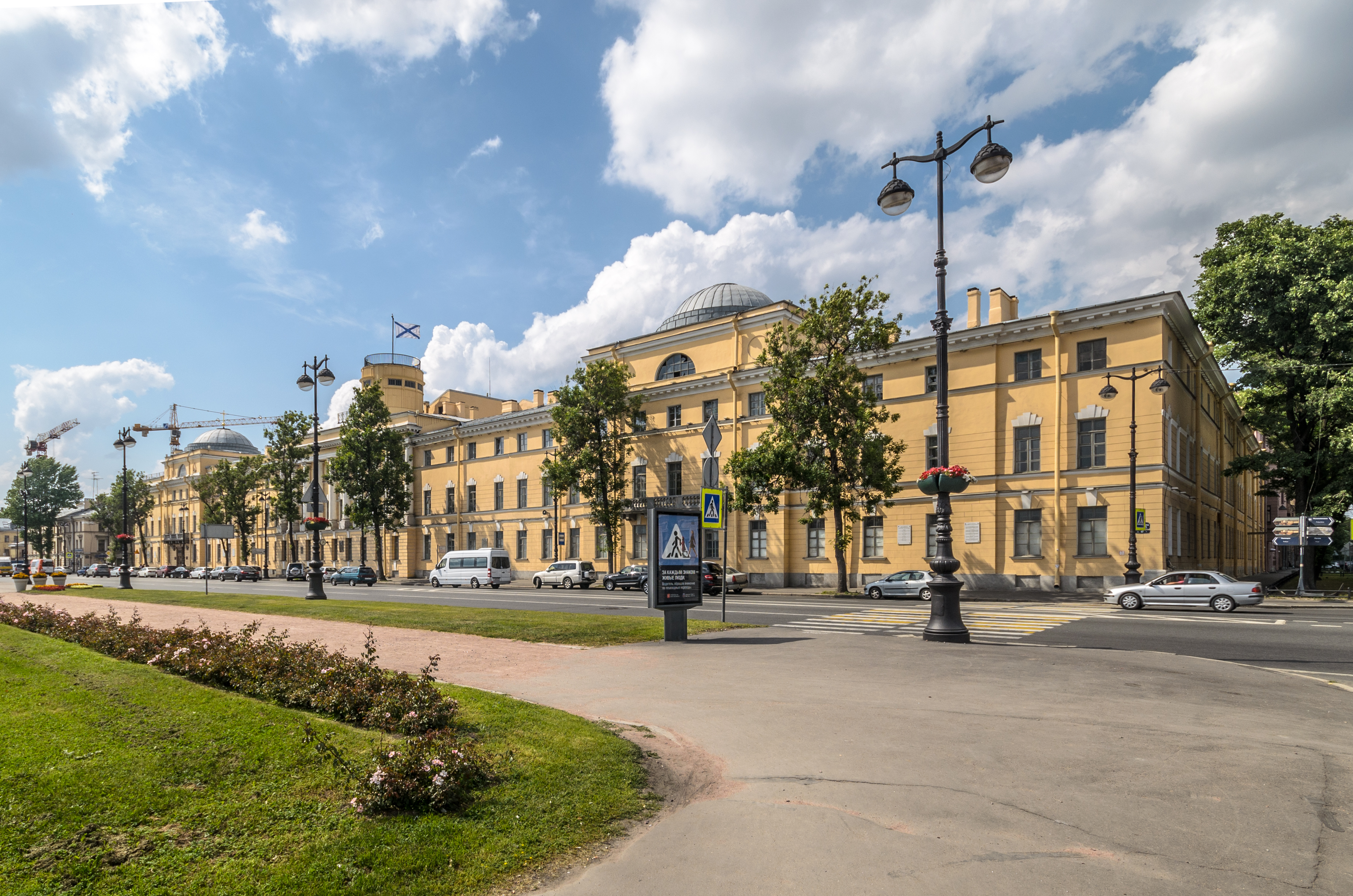
Будівля Морського кадетського корпусу на Набережній Лейтенанта Шмідта

Морський кадетський корпус — військово-морський навчальний заклад в Санкт-Петербурзі.
До революції вихованці старшого класу називалися гардемаринами, а двох молодших — кадетами.

## Історія

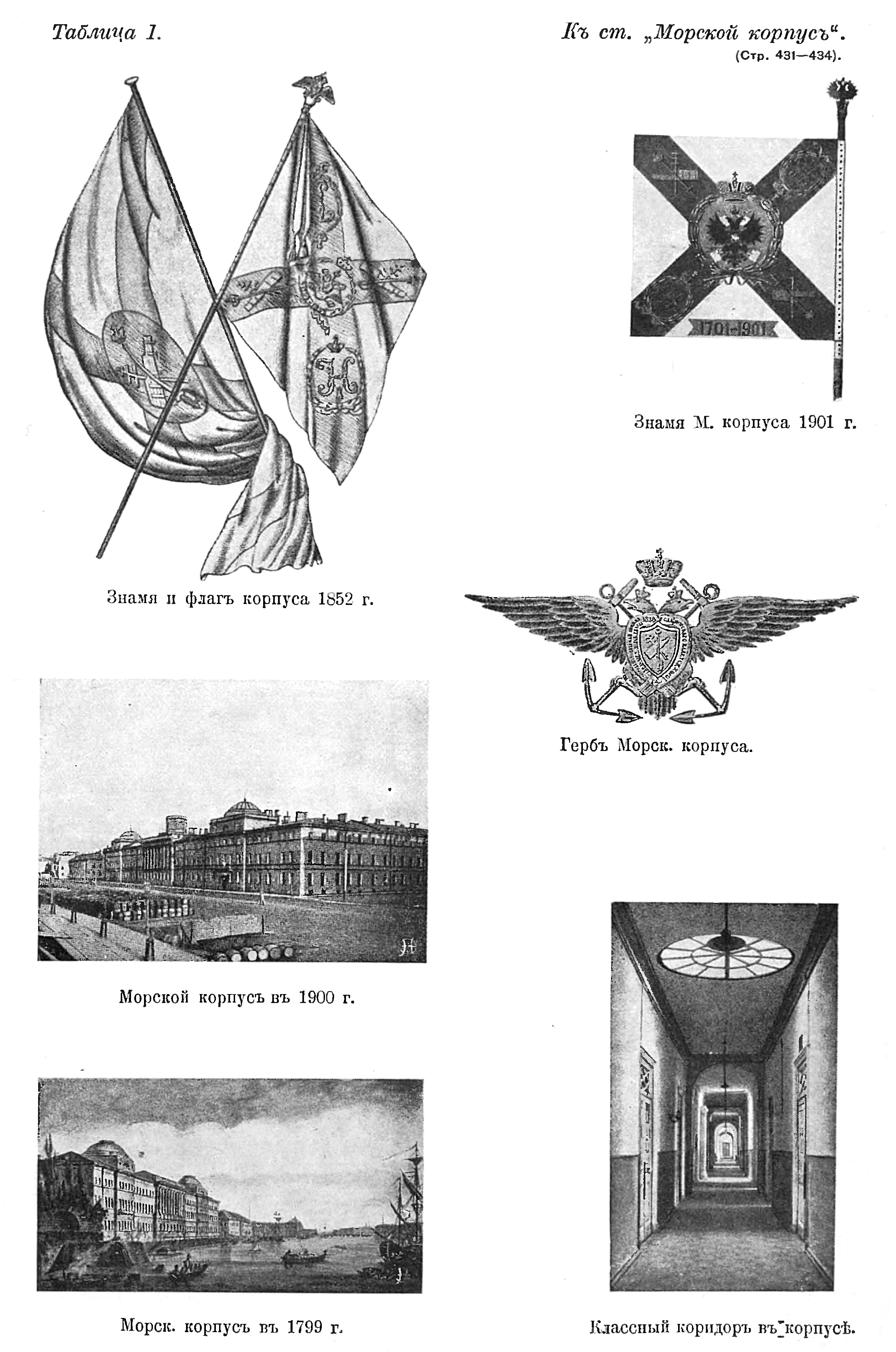
Морський кадетський корпус

### XVIII—XIX століття
Указом імператриці Єлизавети Петрівни 15 (26) грудня 1752 року на базі Морської академії був створений Морський шляхетський кадетський корпус на 360 учнів.
У 1762 році Морський шляхетський кадетський корпус перейменовано на Морський кадетський корпус.
У 1918 році Морське училище було закрито. У тому ж році в будівлі були відкриті Курси командного складу Робітничо-Селянського Червоного Флоту (РСЧФ), реорганізовані в 1919 р. на Училище командного складу РСЧФ.
Тривалий час училище було єдиним в СРСР, ставши родоначальником всіх інших військово-морських навчальних закладів. З 1926 р. до 1998 р. училище носило ім'я М. В. Фрунзе.
1 листопада 1998 р. у наслідку об'єднання Вищого військово-морського училища імені М. В. Фрунзе і Вищого військово-морського училища підводного плавання імені Ленінського комсомолу був створений Санкт-Петербурзький військово-морський інститут.

### XXI століття
25 січня 2001 року у зв'язку з 300-річчям військової освіти в Росії інституту було присвоєно назву «Морський корпус Петра Великого — Санкт-Петербурзький військово-морський інститут».
Історія Морського кадетського корпусу нині триває в трьох навчальних закладах:
- Морський корпус Петра Великого — Санкт-Петербурзький військово-морський інститут,
- Кронштадтський морський кадетський корпус і
- Військово-морська академія імені Адмірала Флоту Радянського Союзу М. Г. Кузнецова.

## Директори Морського кадетського корпусу
- Нагаєв Олексій Іванович (1752—1760)
- Давидов Андрій Михайлович (1760—1762)[2]
- Голєніщев-Кутузов Іван Логінович (1762—1802)
- Карцов Петро Кіндратович (1802—1825)
- Рожнов Петро Михайлович (1825—1826)
- Крузенштерн Іван Федорович (1827—1842)
- Римський-Корсаков Микола Петрович (1842—1848)
- Казин Микола Глібович (1848—1851)
- Глазенап Богдан Олександрович (1851—1856)
- Давидов Олексій Кузьмич (1856—1857)
- Нахімов Сергій Степанович (1857—1861)
- Римський-Корсаков Воїн Андрійович (1861—1871)
- Єпанчин Олексій Павлович (1871—1882)
- Арсеньєв Дмитро Сергійович (1882—1896)
- Крігер Олександр Христофорович (1896—1901)
- Даможиров Олександр Михайлович (1901—1902)
- Чухнін Григорій Павлович (1902—1904)
- Воєводський Степан Аркадійович (1906—1908)
- Русин Олександр Іванович (1908—1913)
- Карцов Віктор Андрійович (1913—1917)

## Видатні випускники
- Беллінсгаузен Фадей Фадейович
- Крузенштерн Іван Федорович
- Голіцин Борис Борисович